# Paputona
Paputona är ett släkte av insekter. Paputona ingår i familjen syrsor.
Kladogram enligt Catalogue of Life:
| Paputona | \| \| Paputona cheesmanae \| \| \| \| \| \| Paputona occidentalis \| \| \| \| |
|          | \| \| Paputona cheesmanae \| \| \| \| \| \| Paputona occidentalis \| \| \| \| |
|          | Paputona cheesmanae                                                           |
|          |                                                                               |
|          | Paputona occidentalis                                                         |
|          |                                                                               |